# Raddiella
Raddiella là một chi thực vật có hoa trong họ Hòa thảo (Poaceae). Đây là chi bản địa ở Nam Mỹ, Panama và Trinidad.

## Loài
1. Raddiella esenbeckii (Steud.) C.E.Calderón ex Soderstr. - Brazil, Bolivia, Colombia, Venezuela, Guyane thuộc Pháp, Suriname, Guyana, Trinidad, Panama
2. Raddiella kaieteurana Soderstr. - Venezuela (Bolívar), Suriname, Guyana, Brazil (Pará)
3. Raddiella lunata Zuloaga & Judz. - Rondônia, Mato Grosso
4. Raddiella malmeana (Ekman) Swallen - Pará, Mato Grosso
5. Raddiella minima Judz. & Zuloaga - Pará, Mato Grosso
6. Raddiella molliculma (Swallen) C.E.Calderón ex Soderstr. - Caquetá
7. Raddiella potaroensis Soderstr. - Venezuela (Bolívar), Guyana
8. Raddiella vanessiae Judz. - Guyane thuộc Pháp

Trước đây gồm
xem Parodiolyra
- Raddiella truncata - Parodiolyra lateralis